# Caída libre (deporte)

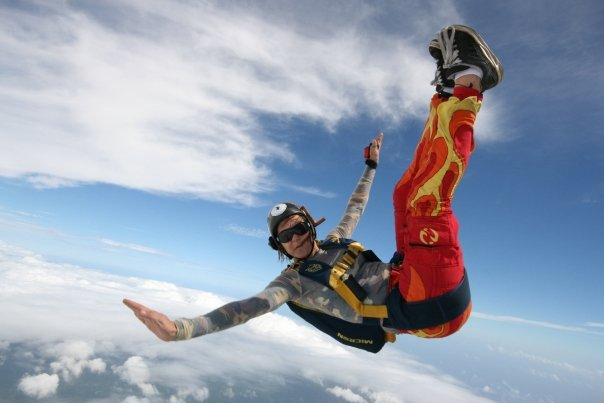
Una paracaidista en caída libre realizando la posición "Death Dog" comprendida en la modalidad "Free Fly"

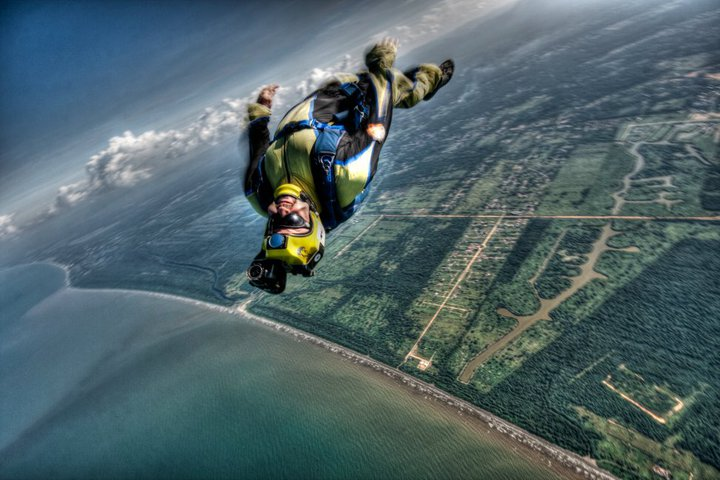
Un paracaidista avanzando a gran velocidad usando el estilo "Tracking"

En deporte, la caída libre es una modalidad de paracaidismo que consiste en descender, sin desplegar el paracaídas, hasta el límite en que ha de abrirse tras lanzarse desde un aeronave en vuelo, pudiendo ser aerostato o aerodino.
Durante la caída, los «saltadores», "buceadores del cielo" o skydivers, descienden a una velocidad variable, entre unos 180 y 300 km/h, lo que les permite «volar» de forma relativa, regulando esas velocidades de descenso y/o «desplazándose» al variar su trayectoria de descenso.
Un caso especial de caída libre es la que tiene lugar cuando se realiza un salto BASE. Así mismo, las trayectoria de descenso pueden ser modificadas, de forma notoria, con el empleo de distintos complementos, como monos de ala que dan lugar al denominado "Wingsuit flying", vuelos o saltos con ala.

## Características
Sus antecedentes son de carácter militar, por la necesidad de los efectivos militares de permanecer el menor tiempo posible expuesto al fuego enemigo y se ha ido consolidado desde hace algunas décadas como práctica deportiva. Recientemente ha aparecido una modalidad de instrucción que ha puesto este deporte al alcance de personas sin experiencia previa, llamada salto tándem, en la cual el estudiante va unido a un instructor.
Normalmente se salta desde un avión a aproximadamente 4.000 metros de altura, realizando en el trayecto descendente diversas piruetas, maniobras y formaciones antes de abrir el paracaídas a aproximadamente a 1.500 metros sobre el suelo. El tiempo empleado en la caída libre es de aproximadamente un minuto y se alcanza una velocidad aproximadamente de 250 km/h.

## Mayor caída libre a la que se ha sobrevivido
El 26 de enero de 1972, Vesna Vulović, azafata de las Aerolíneas JAT, sobrevivió a una caída libre de 10 000 m cuando iba a bordo del vuelo 367. Una explosión en el avión dio lugar a que este cayera sobre Srbská Kamenice, en la entonces Checoslovaquia (ahora República Checa). La azafata sufrió roturas en el cráneo y en tres vértebras y estuvo en coma durante 27 días. Una vez recuperada, comentó que, según el hombre que la encontró, ella se encontraba en la parte central del avión, con uno de sus compañeros encima. Una parte de su cuerpo estaba dentro del fuselaje, pero la cabeza estaba por fuera; un carrito de comidas clavado en su columna la mantenía dentro del avión. El hombre que la encontró, un médico alemán que la trató in situ, aseguró que tuvo mucha suerte. Años más tarde esta caída fue desmentida, según aseguró el corresponsal de la radiotelevisión pública alemana ARD en Praga, Peter Hornung-Andersen, "Lo más probable es que el avión fue derribado por la fuerza aérea checoslovaca debido a un error", afirma Hornung-Andersen, quien subraya que "para ocultar el incidente" los servicios secretos checoslovacos "se inventaron la historia de la caída de la azafata" con el impresionante récord de altura.
Durante la Segunda Guerra Mundial, hubo varios informes sobre militares de aviación que sobrevivieron a grandes caídas. Nick Alkemade, Alan Magee, e Ivan Chisov cayeron como mínimo 5500 m.
La caída libre no debe confundirse con personas que sobreviven a vuelo controlado contra el terreno.
Se conoce que dos de las víctimas de Vuelo 103 de Pan Am sobrevivieron durante un corto periodo de tiempo tras el choque del avión contra el suelo (con la parte de delante del avión fuselaje en el modo de caída libre), pero murieron debido a sus graves heridas antes de que llegara la ayuda.
Un paracaidista de Staffordshire se lanzó desde una altura de 6000 pies (1828,8 m) sin paracaídas en Rusia y vivió para contarlo. James Boole, de Tamworth, asegura que otro paracaidista debió darle una señal para abrir su paracaídas, pero la señal le llegó dos segundos tarde. El señor Boole, que estaba grabando al otro paracaidista para un documental de televisión, aterrizó en una zona de rocas cubiertas por nieve, y sufrió rotura de espalda y costilla.

## Récords en caída libre
Según el libro Guinness, el 14 de octubre de 2012 Felix Baumgartner batió tres récords históricos al lanzarse en caída libre desde los 38.969,3 metros de altura, después de haber ascendido en globo tripulado a la estratosfera, alcanzando una velocidad máxima de 1357,64 km/h.
Récord de altura que luego rompió el vicepresidente de Google, Alan Eustace, de 57 años, el 24 de octubre de 2014, saltando desde 41.425 metros, logrando alcanzar una velocidad máxima de 1.322 km/h, rompiendo la barrera del sonido, aunque no superó la velocidad del récord de Baumgartner.
Durante los últimos años de la década de los 50, el capitán estadounidense Joseph Kittinger fue asignado a los laboratorios de investigación médica aeroespacial, en Dayton, Ohio. Como parte del Proyecto Excelsior de investigación de la caída libre desde mucha altura, Kittinger hizo una serie de tres saltos llevando trajes a presión.
El primer salto, desde 23.290 m en noviembre de 1959 fue casi una tragedia porque hubo un error en el equipo. Aunque el paracaídas automático le salvó, aterrizó en un edificio dando vueltas a 120 revoluciones por minuto, lo que causó la pérdida de conocimiento de Kittinger. La aceleración de sus extremidades llegó a superar 22 veces la de la gravedad, batiendo así un nuevo récord. Tres semanas después, volvió a saltar desde 22.770 m. Por ese salto fue premiado con la medalla Leo Stevents de paracaidismo.
El 16 de agosto de 1960, Kittinger realizó el último salto desde el Excelsior III a 31.330 m utilizando un pequeño parafrenos para estabilizarse. Cayó durante 4 minutos y 36 segundos, alcanzando una velocidad máxima de 988 km/h antes de abrir su paracaídas a 4.270 m. La presión de su guante derecho falló durante el ascenso, y su mano se hinchó hasta alcanzar dos veces el tamaño normal. Kittinger batió los récords de subida en globo más alta, salto de paracaídas más alto, caída más larga (4 minutos) y velocidad más rápida alcanzada por el hombre en la atmósfera.[cita requerida]
El domingo 14 de octubre de 2012, el austriaco Felix Baumgartner del proyecto Red Bull Stratos logró saltar con paracaídas desde una cápsula sostenida en la estratosfera por un globo de helio a aproximadamente 39.000 m de altura, rompiendo tres récords mundiales, entre ellos los de caída libre desde mayor altitud y a mayor velocidad, superando durante unos segundos la barrera del sonido.